# Стаття (журналістика)
Стаття  — це жанр журналістики, в якому автор ставить завдання проаналізувати суспільні ситуації, процеси, явища, перш за все з точки зору закономірностей, що лежать в їх основі. 
Такому жанру як стаття властива ширина практичних узагальнень, глибокий аналіз фактів і явищ, чітка соціальна спрямованість. У статті автор розглядає окремі ситуації як частину ширшого явища. Автор аргументує і вибудовує свою позицію через систему фактів.
У статті висловлюється розгорнута аргументована концепція автора або редакції з приводу актуальної соціологічної проблеми. Також в статті журналіст обов'язково повинен інтерпретувати факти (це можуть бути цифри, додаткова інформація, яка буде правильно розставляти акценти і яскраво розкривати суть питання).
Відмінним аспектом статті є її готовність. Якщо підготовлюваний матеріал так і не був опублікований (не вийшов в тираж, не набув поширення), то така праця відносити до статті некоректно. Швидше за все цю роботу можна назвати чернеткою або заготівлею. Тому метою будь-якої статті є поширення змісту в ній інформації.

## Види статті
У сучасній[коли?] журналістиці виділяють п'ять видів статей.

### Передова стаття
Передова стаття висловлює точку зору редакції з питання, яке актуальне на даний момент. Передова стаття допомагає правильно орієнтуватися в проблемах суспільного життя, реагує на найактуальніші питання. Основні вимоги: актуальність теми, глибоке розкриття і обґрунтування висунутих завдань, конкретність і лаконічність узагальнень, висновків, аргументи.
Передові статті можуть бути:
- загальнополітичними — публікуються в зв'язку з знаменними датами, подіями;
- пропагандистськими — розкривають перспективи творення, здійснення тих чи інших ідей;
- оперативними — відображають найактуальніші на даний момент політичні та господарські завдання.

### Теоретико-пропагандистська стаття
На прикладах конкретних ситуацій дається науково-теоретичне пояснення поточних подій. У таких статтях аналізуються теоретичні аспекти економіки, політики, літератури і мистецтва.

### Інформаційна стаття
Інформаційно-оповідна стаття — матеріал розташовується в послідовності, яка, як правило, відповідає їх тимчасового або просторового розвитку, здійсненню.
Інформаційно-описова стаття — публікуються або в зв'язці з інформаційно-оповідній або окремо від неї. У статті даного виду, інформація викладається таким чином, щоб у читача склалося уявлення про предмет опису в цілому, а також про його складові частини, окремі властивості і ознаках.

### Загальнодослідницька стаття
До цієї групи належать публікації, в яких аналізуються загальнозначущі, широкі питання. Наприклад, автор такої статті може вести мову про напрямки політичного або економічного розвитку країни або міркувати про рівень моральності, що існує на сьогоднішній день в суспільстві в цілому, або про можливість союзу церкви і держави, або про взаємини країни з зарубіжними державами, і т. п . Подібного роду публікації відрізняються високим рівнем узагальнення, мисленням авторів. Мета загальнодослідницької статті полягає у вивченні різних закономірностей, тенденцій, перспектив розвитку сучасного суспільства. Загальнодослідницька стаття — жанр важкий в тому сенсі, що він вимагає не просто знання якоїсь конкретної проблеми, але передбачає теоретичне пояснення її існування.

### Практико-аналітична стаття
Вона звернена перш за все до актуальних практичних проблем промисловості, сільського господарства, підприємництва, культури, науки, освіти, бізнесу, фінансів, і т. д. У цих статтях аналізуються конкретні проблеми, події, дії, ситуації, пов'язані з практичними завданнями, які розв'язуються в тій чи іншій сфері діяльності, галузі виробництва, тощо. Автор ставить перед собою мету виявити причини ситуації, що склалася в тій чи іншій сфері виробництва, на ряді підприємств, в соціальній сфері і т. д., оцінити ці ситуації, визначить тенденції їх розвитку, виявити проблеми, які стоять на шляху вирішення тих чи інших практичних завдань, за можливості виявити шляхи ефективного вирішення цих завдань, винести на суд громадськості якісь конструктивні пропозиції.